# Quercus hintoniorum
Quercus hintoniorum — вид рослин з родини букових (Fagaceae); ендемік штату Нью-Леон — Мексика.

## Опис
Це кореневищний чагарник; може перевищувати 4 метри заввишки. Кора темно-сіра, гладка. Гілочки червонувато-коричневі, стають голими. Листки суб-вічнозелені, товсті, шкірясті, від зворотно-яйцюватих до широко еліптичних, 4–8 × 2–4 см; верхівка зубчасто-округла або майже гостра; основа серцеподібна, рідко клиноподібна; край більш-менш скручений вниз, з 2–5 парами зубів зі щетиною; верх темно-зелений, ± голий; низ запушений; ніжка листка гола, червонувата, завдовжки 3–6 мм. Тичинкові суцвіття 5–6 см завдовжки; маточкові суцвіття 1 або 2-квіткові. Жолуді дворічні, поодинокі або в парі, сидячі або майже так, яйцюваті, 0.6–1.5 см; чашечка охоплює 1/4 або 1/3 горіха.

## Поширення й екологія
Ендемік штату Нью-Леон — Мексика. Росте на висотах 2600–3300 м.